# Đình Kim Ngân
Đình Kim Ngân là di tích kiến trúc nghệ thuật cấp quốc gia của Việt Nam, thuộc phường Hàng Bạc, quận Hoàn Kiếm, Hà Nội. Di tích này được công nhận năm 2012.